# Клекнер, Ханга
Ханга Ченге Клекнер (венг. Hanga Csenge Klekner; род. 24 сентября 1999 года) — венгерская легкоатлетка, специализирующаяся в прыжках с шестом. Пятикратная чемпионка Венгрии (2020—2024). Пятикратная чемпионка Венгрии в помещении (2020—2024).

## Биография
Родилась 24 сентября 1999 года в Венгрии. Начинала карьеру как многоборка, затем сконцентрировалась на прыжках с шестом.
С 2016 года участвует в международных соревнованиях. В 2021 году заняла пятое место на чемпионате Европы среди молодёжи.
Многократная чемпионка Венгрии на стадионе и в помещении.

## Основные результаты
| Год  | Соревнования                    | Место проведения   | Место    | Результат |
| ---- | ------------------------------- | ------------------ | -------- | --------- |
| 2016 | Чемпионат Европы среди юношей   | Тбилиси, Грузия    | (кв.)    | NH        |
| 2017 | Чемпионат Европы среди юниоров  | Гроссето, Италия   | (кв.)    | NH        |
| 2018 | Чемпионат мира среди юниоров    | Тампере, Финляндия | 24 (кв.) | 3,80 м    |
| 2019 | Чемпионат Европы среди молодёжи | Евле, Швеция       | 16 (кв.) | 4,05 м    |
| 2021 | Чемпионат Европы среди молодёжи | Таллин, Эстония    | 5        | 4,25 м    |
| 2022 | Чемпионат Европы                | Мюнхен, Германия   | 18 (кв.) | 4,25 м    |
| 2023 | Чемпионат Европы в помещении    | Стамбул, Турция    | 18 (кв.) | 4,10 м    |
| 2023 | Чемпионат мира                  | Будапешт, Венгрия  | 18 (кв.) | 4,50 м    |
| 2024 | Чемпионат Европы                | Рим, Италия        | 22 (кв.) | 4,25 м    |
| 2024 | Олимпийские игры                | Париж, Франция     | 13 (кв.) | 4,40 м    |